# Dây cút
Dây cút hay còn gọi bòng bong lá to, bòng bong hợp (danh pháp khoa học: Lygodium conforme) là một loài dương xỉ trong họ Lygodiaceae. Loài này được C. Chr. mô tả khoa học đầu tiên năm 1934.
Danh pháp khoa học của loài này chưa được làm sáng tỏ. 